# 春風の招待
『春風の招待』（はるかぜのしょうたい）は宝塚歌劇団のミュージカル作品。雪組公演。

## ストーリー
※『宝塚歌劇100年史（舞台編）』の宝塚大劇場公演のページを参照
1890年頃、ベル・エポックのフランスを舞台にした物語。パリの伊達男がジゴロの親分と語らって、城の舞踏会に乗り込み宝石を盗もうと企むが、城の女主人というのがなかなかのしたたか者であった。愛と欲望が絡み合って意外な結末となるコメディ作品。

## 公演データ
宝塚・東京公演
1979年1月1日 - 2月13日（新人公演：1月23日）　宝塚大劇場
1979年4月1日 - 4月30日（新人公演：4月15日）　東京宝塚劇場
併演作品は『ハロー!ホリデー』。
全国ツアー
1979年5月18日 - 7月7日　長岡、両津、新潟、弘前、青森、八戸、盛岡、釜石、気仙沼、仙台、太田、習志野、厚木、今市、横浜、福井、松任、金沢、奈良、岡山、丸亀、徳島、高知、松山、広島、戸畑、久留米、大分、中津、那覇、和歌山
併演作品は『ファンキー・ジャンプ』

## 主な配役（宝塚・東京）
- ギスターブ（悪党[2]）、ジョルジュ（ギスターブの双子の弟[2]。気弱な性格[2]）（二役） -   汀夏子[3]（新人公演：高汐巴[3]）
- エクトール（女主人の甥で騎兵隊士官[2]）、ジョセフィーヌ（エクトールの妹[2]。ギスターブに一目惚れする[2]）（二役） - 麻実れい[3]（新人公演：山城はるか[3]）

## 宝塚大劇場公演のデータ
形式名は「宝塚ロマンチック・コメディ」。13場。

### スタッフ
- 作・演出：植田紳爾[2]
- 音楽[7]：寺田瀧雄、入江薫
- 音楽指揮：野村陽児[7]
- 振付[7]：喜多弘、岡正躬、黒滝月紀夫
- 装置：渡辺正男[7]
- 衣装：小西松茂[7]
- 照明：今井直次[8]
- 音響：松永浩志[8]
- 小道具：上田特市[8]
- 効果：中田正廣[8]
- 演出助手：正塚晴彦[8]
- 制作：橋本雅夫[8]